# Boško Šnajder
Boško Šnajder (Jadranovo, Crikvenica, 1921.), hrvatski motociklist, najtrofejniji hrvatski motociklist pedesetih i šezdesetih godina 20. stoljeća.

## Životopis
Rođen u Jadranovu pored Crikvenice. Natjecao se u onda popularnoj kategoriji motocikla s prikolicom. Prvi se put natjecao 1949. godine. Natjecao se na domaćim utrkama i u inozemstvu u Njemačkoj, Nizozemskoj, Francuskoj, Švicarskoj itd. Natjecao se na motorkotaču marke BMW. Četrnaest puta bio je prvak Jugoslavije.